# Административно-территориальное деление Карачаево-Черкесии

## Административно-территориальное устройство

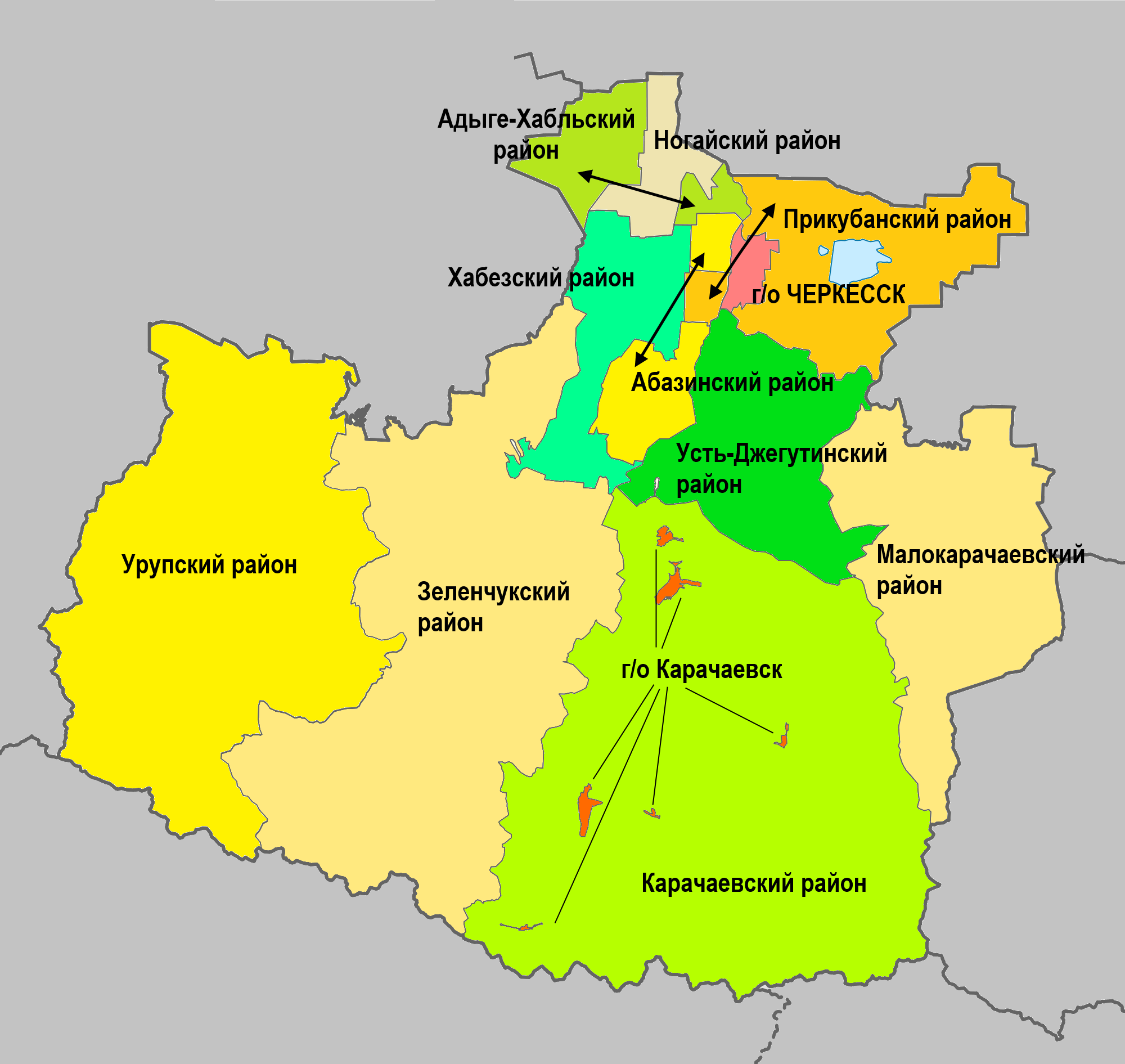
Административно-территориальное деление КЧР

Согласно Закону Карачаево-Черкесской Республики «Об административно-территориальном устройстве Карачаево-Черкесской Республики» субъект РФ включает следующие административно-территориальные единицы:
- 2 города республиканского значения (Черкесск, Карачаевск)
- 10 районов.

В их составе всего насчитывается 148 населённых пунктов.
Административным центром Карачаево-Черкесии является город Черкесск.

## Муниципальное устройство
В рамках организации местного самоуправления в республике, в границах административно-территориальных единиц Карачаево-Черкесии были образованы 100 муниципальных образований (по состоянию на 1 января 2021 года), среди которых выделяются:
- 2 городских округа,
- 10 муниципальных районов, в том числе:
  - 83 сельских поселения,
  - 5 городских поселений.

## Районы и города республиканского значения (городские округа)
| №         | Русское название                                    | Названия на других языках | Флаг | Герб | Площадь, км² | Население, чел. (2025 г.) | Админ. центр         | Код ОКАТО |
| --------- | --------------------------------------------------- | --- | ---- | ---- | ------------ | ------------------------- | -------------------- | --------- |
| 1e-06     | Районы (муниципальные районы)                       | |      |      |              |                           |                      |           |
| 1         | Абазинский район                                    | абаз. Абаза район кабард.-черк. Абазэ район (куей) карач.-балк. Абаза район ног. Абаза район                                  |      |      | 300,19       | ↗18 343                   | аул Инжич-Чукун      | 91 201    |
| 2         | Адыге-Хабльский район                               | абаз. Адыгьа-ХӀабльа район кабард.-черк. Адыгэ-Хьэблэ район (куей) карач.-балк. Адыге-Хабль район ног. Адыге-Хабль район      |      |      | 323,37       | ↗16 376                   | аул Адыге-Хабль      | 91 203    |
| 3         | Зеленчукский район                                  | абаз. Зеленчук район кабард.-черк. Зеленчук район (куей) карач.-балк. Зеленчук район ног. Зеленчук район                      |      |      | 2 930,72     | ↘53 414                   | станица Зеленчукская | 91 210    |
| 4         | Карачаевский район                                  | абаз. Къарча район кабард.-черк. Къэрэшей район (куей) карач.-балк. Къарачай район ног. Карашай район                         |      |      | 3 917,24     | ↘31 267                   | город Карачаевск     | 91 215    |
| 5         | Малокарачаевский район                              | абаз. Къарчачкӏвын район кабард.-черк. Мало-Къэрэшей район (куей) карач.-балк. Гитче Къарачай район ног. Кишкей-Карашай район |      |      | 1 291,8871   | ↘42 623                   | село Учкекен         | 91 220    |
| 6         | Ногайский район                                     | абаз. Нагӏвай район кабард.-черк. Нэгъуей район (куей) карач.-балк. Ногъай район ног. Ногай район                             |      |      | 209,594      | ↘16 345                   | посёлок Эркен-Шахар  | 91 223    |
| 7         | Прикубанский район                                  | абаз. Прикубань район кабард.-черк. Прикубан район (куей) карач.-балк. Къобан район ног. Прикубан район                       |      |      | 946,285      | ↗30 225                   | посёлок Кавказский   | 91 225    |
| 8         | Урупский район                                      | абаз. Уарп район кабард.-черк. Уарп район (куей) карач.-балк. Уруп район ног. Уруп район                                      |      |      | 2 782,00     | ↘23 937                   | станица Преградная   | 91 230    |
| 9         | Усть-Джегутинский район                             | абаз. Усть-Джьгваты район кабард.-черк. Усть-Жэгуэтэ район (куей) карач.-балк. Джёгетей Аягъы район ног. Усть-Джегута район   |      |      | 890,15       | ↗50 962                   | город Усть-Джегута   | 91 235    |
| 10        | Хабезский район                                     | абаз. Хӏабаз район кабард.-черк. Хьэбэз район (куей) карач.-балк. Хабез район ног. Хабез район                                |      |      | 528,53       | ↘30 965                   | аул Хабез            | 91 240    |
| 10.000002 | Города республиканского значения (городские округа) | |      |      |              |                           |                      |           |
| 11        | Черкесск (Черкесский)                               | |      |      | 66,66        | ↘112 789                  | город Черкесск       | 91 401    |
| 12        | Карачаевск (Карачаевский)                           | |      |      | 22,46        | ↗41 190                   | город Карачаевск     | 91 405    |

## Сельские и городские поселения
Ниже приведены списки городских и сельских поселений, распределённых по муниципальным районам республики.
Городские поселения выделены жирным шрифтом.

### Абазинский район
1. Инжич-Чукунское сельское поселение (аул Инжич-Чукун)
2. Кара-Пагское сельское поселение (аул Кара-Паго)
3. Кубинское сельское поселение (аул Кубина)
4. Псыжское сельское поселение (аул Псыж)
5. Эльбурганское сельское поселение (аул Эльбурган)

### Адыге-Хабльский район
1. Адыге-Хабльское сельское поселение (аул Адыге-Хабль)
2. Апсуанское сельское поселение (аул Апсуа, аул Баралки, хутор Дубянский, село Спарта)
3. Вако-Жилевское сельское поселение (аул Вако-Жиле)
4. Грушкинское сельское поселение (хутор Грушка, аул Абаза-Хабль, аул Мало-Абазинск, аул Тапанта)
5. Садовское сельское поселение (село Садовое)
6. Старо-Кувинское сельское поселение (аул Старо-Кувинск)
7. Эрсаконское сельское поселение (аул Эрсакон, хутор Киево-Жураки, аул Ново-Кувинск)

### Зеленчукский район
1. Архызское сельское поселение (село Архыз, посёлок Нижний Архыз)
2. Даусузское сельское поселение (село Даусуз, село Нижняя Ермоловка, село Хуса-Кардоник)
3. Зеленчукское сельское поселение (станица Зеленчукская, хутор Лесо-Кяфарь)
4. Исправненское сельское поселение (станица Исправная, хутор Ново-Исправненский, хутор Фроловский)
5. Кардоникское сельское поселение (станица Кардоникская)
6. Кызыл-Октябрьское сельское поселение (аул Кызыл-Октябрь)
7. Марухское сельское поселение (село Маруха)
8. Сторожевское сельское поселение (станица Сторожевая, аул Ильич, аул Кобу-Баши)
9. Хасаут-Греческое сельское поселение (село Хасаут-Греческое)

### Карачаевский район
1. Ново-Карачаевское городское поселение (пгт Новый Карачай)
2. Правокубанское городское поселение (пгт Правокубанский)
3. Верхне-Маринское сельское поселение (аул Верхняя Мара)
4. Верхне-Тебердинское сельское поселение (аул Верхняя Теберда)
5. Джингирикское сельское поселение (аул Джингирик)
6. Каменномостское сельское поселение (аул Каменномост)
7. Карт-Джуртское сельское поселение (аул Карт-Джурт)
8. Коста-Хетагуровское сельское поселение (село имени Коста Хетагурова, хутор Восток)
9. Кумышское сельское поселение (аул Кумыш)
10. Нижне-Маринское сельское поселение (аул Нижняя Мара)
11. Нижне-Тебердинское сельское поселение (аул Нижняя Теберда)
12. Ново-Тебердинское сельское поселение (аул Новая Теберда)
13. Учкуланское сельское поселение (аул Учкулан, аул Верхний Учкулан)
14. Хумаринское сельское поселение (аул Хумара, посёлок Белая Гора, посёлок Кубрань)
15. Хурзукское сельское поселение (аул Хурзук)

### Малокарачаевский район
1. Джагинское сельское поселение (село Джага)
2. Кичи-Балыкское сельское поселение (село Кичи-Балык, село Хасаут)
3. Красновосточное сельское поселение (село Красный Восток)
4. Краснокурганское сельское поселение (село Красный Курган, посёлок Аксу, посёлок Коммунстрой)
5. Кызыл-Покунское сельское поселение (аул Кызыл-Покун)
6. Первомайское сельское поселение (село Первомайское)
7. Римгорское сельское поселение (село Римгорское)
8. Терезинское сельское поселение (село Терезе)
9. Учкекенское сельское поселение (село Учкекен, посёлок Водовод)
10. Элькушское сельское поселение (село Элькуш)

### Ногайский район
1. Адиль-Халкское сельское поселение (аул Адиль-Халк)
2. Икон-Халкское сельское поселение (аул Икон-Халк, аул Кызыл-Тогай)
3. Эркен-Халкское сельское поселение (аул Эркен-Халк)
4. Эркен-Шахарское сельское поселение (посёлок Эркен-Шахар, аул Кубан-Халк)
5. Эркен-Юртское сельское поселение (аул Эркен-Юрт, хутор Евсеевский)

### Прикубанский район
1. Ударненское городское поселение (пгт Ударный)
2. Дружбинское сельское поселение (село Дружба, посёлок Заречный)
3. Знаменское сельское поселение (село Знаменка)
4. Ильичёвское сельское поселение (село Ильичёвское, село Пригородное)
5. Кавказское сельское поселение (посёлок Кавказский, посёлок Красивый)
6. Майское сельское поселение (посёлок Майский, хутор Родниковский)
7. Мичуринское сельское поселение (посёлок Мичуринский, посёлок Водораздельный)
8. Николаевское сельское поселение (село Николаевское, село Привольное, село Пристань)
9. Октябрьское сельское поселение (посёлок Октябрьский, посёлок Новый, посёлок Солнечный)
10. Счастливенское сельское поселение (село Счастливое, село Светлое, село Холоднородниковское)
11. Таллыкское сельское поселение (село Таллык)
12. Чапаевское сельское поселение (село Чапаевское)

### Урупский район
1. Медногорское городское поселение (пгт Медногорский)
2. Загеданское сельское поселение (посёлок Загедан, посёлок Дамхурц, посёлок Пхия)
3. Курджиновское сельское поселение (село Курджиново, посёлок Азиатский, село Псемён, посёлок Рожкао)
4. Кызыл-Урупское сельское поселение (аул Кызыл-Уруп)
5. Преградненское сельское поселение (станица Преградная, хутор Большевик)
6. Предгорненское сельское поселение (село Предгорное, хутор Ершов, хутор Первомайский, село Подскальное)
7. Урупское сельское поселение (село Уруп)

### Усть-Джегутинский район
1. Усть-Джегутинское городское поселение (город Усть-Джегута)
2. Важненское сельское поселение (село Важное)
3. Гюрюльдеукское сельское поселение (аул Гюрюльдеук)
4. Джегутинское сельское поселение (аул Новая Джегута, аул Джегута, аул Кызыл-Кала)
5. Койданское сельское поселение (село Койдан)
6. Красногорское сельское поселение (станица Красногорская)
7. Сары-Тюзское сельское поселение (аул Сары-Тюз)
8. Эльтаркачское сельское поселение (аул Эльтаркач)

### Хабезский район
1. Али-Бердуковское сельское поселение (аул Али-Бердуковский)
2. Бавуковское сельское поселение (посёлок Бавуко, аул Ново-Хумаринский)
3. Бесленеевское сельское поселение (аул Бесленей)
4. Жаковское сельское поселение (аул Жако)
5. Зеюковское сельское поселение (аул Зеюко)
6. Инжичишховское сельское поселение (аул Инжичишхо)
7. Кош-Хабльское сельское поселение (аул Кош-Хабль)
8. Мало-Зеленчукское сельское поселение (аул Малый Зеленчук)
9. Псаучье-Дахское сельское поселение (аул Псаучье-Дахе, аул Абазакт, аул Кызыл-Юрт)
10. Хабезское сельское поселение (аул Хабез)

## История
При создании Карачаево-Черкесской АО в 1922 году в её состав вошли Баталпашинский, Малокарачаевский, Учкуланский, Хумаринский и Эльбурганский округа.
В 1925 году были образованы Зеленчукский и Ногайско-Абазинский округа.
26 апреля 1926 года КЧАО была упразднена. На её территории были созданы Карачаевская автономная область и Черкесский национальный округ. Баталпашинский и Зеленчукский районы отошли к Армавирскому округу. Карачаевская АО включала Малокарачаевский, Учкуланский и Хумаринский округа. Черкесский НО включал Абазино-Ногайский и Эльбурганский округа.
30 апреля 1928 года Черкесский НО был преобразован в Черкесскую автономную область. В 1930 году входившие в её состав Абазино-Ногайский и Эльбурганский округа были упразднены.
В 1931 году входившие в состав Карачаевской АО округа были преобразованы в районы.
В 1935 году Карачаевская АО включала Зеленчукский, Малокарачаевский, Усть-Джегутинский и Учкуланский района, а Черкесская АО — Икон-Халкский, Кувинский и Хабезский районы.
В 1936 году в Черкесской АО был образован Сулимовский район (с 1937 года — Ежово-Черкесский, с 1939 — Черкесский).
В 1938 году в Карачаевской АО были образованы Микояновский и Преградненский районы, а в Черкесской АО — Кировский район.
12 октября 1943 года Карачаевская АО была упразднена. При этом часть территории Преградненского района передана в Краснодарский край, а часть — в состав Кировского района Черкесской АО. Учкуланский и часть Микояновского района, а также город Микоян-Шахар, переименованный при этом в Клухори, переданы в состав Грузинской ССР. Зеленчукский, Малокарачаевский и Усть-Джегутинский районы были переданы в Ставропольский край.
В 1953 году в Черкесской АО были упразднены Кувинский и Черкесский районы. В 1956 году были упразднены Икон-Халкский, Кировский и Хабезский районы.
Вторично Карачаево-Черкесская автономная область была образована в составе Ставропольского края 9 января 1957 года. АО была разделена на 8 районов (Адыге-Хабльский, Зеленчукский, Карачаевский, Малокарачаевский, Преградненский, Усть-Джегутинский, Хабезский и Черкесский) и 1 город областного подчинения — Черкесск.
30 сентября 1958 года Черкесский район был переименован в Прикубанский.
1 февраля 1963 года вместо существовавших ранее административных единиц были созданы Адыге-Хабльский, Зеленчукский, Карачаевский, Малокарачаевский, Прикубанский, Хабезский сельские районы, а также Урупский промышленный район. Одновременно Карачаевск получил статус города областного подчинения.
12 января 1965 года все сельские и промышленные районы были преобразованы в просто районы.
23 марта 1977 года образован Усть-Джегутинский район.
3 июля 1991 года Карачаево-Черкесская АО вышла из состава Ставропольского края и была преобразована в Карачаево-Черкесскую ССР.
9 декабря 1992 года Карачаево-Черкесская ССР была преобразована в Карачаево-Черкесскую Республику.
1 июня 2006 года был образован Абазинский район, согласно положительным итогам соответствующего референдума, прошедшего в 2005 году (5 населённых абазинами сельских поселений вышли из Прикубанского, Усть-Джегутинского и Хабезского районов и образовали Абазинский район).
17 октября 2007 года был образован Ногайский район, согласно положительным итогам соответствующего референдума, прошедшего в 2006 году (5 населённых ногайцами сельских поселений вышли из Адыге-Хабльского района и образовали Ногайский район).